# West York (Pensilvania)
West York es un borough ubicado en el condado de York en el estado estadounidense de Pensilvania. En el año 2000 tenía una población de 4.321 habitantes y una densidad poblacional de 3,382.1 personas por km².

## Geografía
West York se encuentra ubicado en las coordenadas 39°57′11″N 76°45′36″O / 39.95306, -76.76000.

## Demografía
Según la Oficina del Censo en 2000 los ingresos medios por hogar en la localidad eran de $34,604 y los ingresos medios por familia eran $41,574. Los hombres tenían unos ingresos medios de $30,734 frente a los $22,338 para las mujeres. La renta per cápita para la localidad era de $17,503. Alrededor del 6% de la población estaba por debajo del umbral de pobreza.